# Berthold van Beieren
Berthold van Beieren (ca. 890 - 23 november 947) was een jongere zoon van markgraaf Luitpold van Karinthië en van Cunigonde van Zwaben. 
In 926 was hij graaf van de Vinschgau en Engadin, en in 927 werd hij heerser van Karinthië, toen nog Beierse mark genoemd. Nadat Otto I de Grote in 938 de opstandige Beierse hertog Everhard, neef van Berthold, had verdreven, werd Berthold tot hertog van Beieren benoemd. Berthold moest daarvoor wel de bijzondere rechten van het hertogdom Beieren opgeven: het recht van bisschopsbenoeming en de beschikking over koningsgoederen. Otto wilde Berthold laten trouwen met zijn zuster Gerberga van Saksen, die net weduwe was geworden, maar Gerberga trouwde snel met Lodewijk IV van Frankrijk.
Berthold verenigde Karinthië met Beieren maar bij zijn dood werd Karinthië als een apart hertogdom afgescheiden van Beieren. Hij was van grote betekenis voor de verbreiding van het christendom in Karinthië. Hij versloeg in 943 de Hongaren bij Wels (stad). Berthold werd begraven in het klooster van Niederalteich.
Hij was gehuwd met de H. Wiltrudis van Bergen. Ze kregen twee kinderen:
- Hendrik III van Beieren
- Kunigunde, getrouwd met Udalrich van de Schweinachgau.